# Friedrichshafen G.IV
Friedrichshafen G.IV và G.V (định danh nhà máy: FF.61 và FF.55) là những loại máy bay ném bom hạng trung, do hãng Flugzeugbau Friedrichshafen thiết kế chế atoj trong Chiến tranh thế giới I.

## Quốc gia sử dụng
- German Empire
  - Luftstreitkrafte

## Tính năng kỹ chiến thuật (G.IV)
Đặc điểm tổng quát
- Kíp lái: 3
- Chiều dài: 12.00 m (39 ft 4 in)
- Sải cánh: 22.60 m (74 ft 2 in)
- Diện tích cánh: 87.0 m2 (936 ft2)
- Trọng lượng rỗng: 2.880 kg (6.350 lb)
- Trọng lượng có tải: 4.980 kg (10.980 lb)
- Powerplant: 2 × Mercedes D.IVa, 194 kW (260 hp) mỗi chiêc

Hiệu suất bay
- Vận tốc cực đại: 142 km/h (88 mph)

Vũ khí trang bị
- 2 × súng máy Parabellum MG14 7,92 mm (.312 in)
- 1.000 kg (2.200 lb) bom